# Municipio de Lynn (Míchigan)
El municipio de Lynn (en inglés: Lynn Township) es un municipio ubicado en el condado de St. Clair en el estado estadounidense de Míchigan. En el año 2010 tenía una población de 1229 habitantes y una densidad poblacional de 13,16 personas por km².

## Geografía
El municipio de Lynn se encuentra ubicado en las coordenadas 43°6′43″N 82°56′10″O / 43.11194, -82.93611. Según la Oficina del Censo de los Estados Unidos, el municipio tiene una superficie total de 93.41 km², de la cual 92,52 km² corresponden a tierra firme y (0,95 %) 0,89 km² es agua.

## Demografía
Según el censo de 2010, había 1229 personas residiendo en el municipio de Lynn. La densidad de población era de 13,16 hab./km². De los 1229 habitantes, el municipio de Lynn estaba compuesto por el 94,87 % blancos, el 1,55 % eran afroamericanos, el 0,49 % eran amerindios, el 1,3 % eran de otras razas y el 1,79 % eran de una mezcla de razas. Del total de la población el 5,78 % eran hispanos o latinos de cualquier raza.